# Porricondyla magna
Porricondyla magna är en tvåvingeart som först beskrevs av Marshall 1896.  Porricondyla magna ingår i släktet Porricondyla och familjen gallmyggor. Inga underarter finns listade i Catalogue of Life.